# 10 رمضان
- السبت
- الأحد
- الاثنين
- الثلاثاء
- الأربعاء
- الخميس
- الجمعة

- 11 مارس 2025
- 22 مارس 2025
- 33 مارس 2025
- 44 مارس 2025
- 55 مارس 2025
- 66 مارس 2025
- 77 مارس 2025
- 88 مارس 2025
- 99 مارس 2025
- 1010 مارس 2025
- 1111 مارس 2025
- 1212 مارس 2025
- 1313 مارس 2025
- 1414 مارس 2025
- 1515 مارس 2025
- 1616 مارس 2025
- 1717 مارس 2025
- 1818 مارس 2025
- 1919 مارس 2025
- 2020 مارس 2025
- 2121 مارس 2025
- 2222 مارس 2025
- 2323 مارس 2025
- 2424 مارس 2025
- 2525 مارس 2025
- 2626 مارس 2025
- 2727 مارس 2025
- 2828 مارس 2025
- 2929 مارس 2025
- 130 مارس 2025
- 231 مارس 2025
- 31 أبريل 2025
- 42 أبريل 2025
- 53 أبريل 2025
- 64 أبريل 2025

10 رمضان أو 10 رمضان المُبارك أو يوم 10 \ 9 (اليوم العاشر من الشهر التاسع) هو اليوم السادس والأربعون بعد المائتين (246) من أيَّام السنة (أو السابع والأربعون بعد المائتين لو كان شهر شعبان مُتممًا لليوم الثلاثين أو الثامن والأربعون بعد المائتين لو أتم كلًا من صفر وربيع الآخر وجمادى الآخرة وشعبان ثلاثين يومًا) وفق التقويم الهجري القمري (العربي). يبقى بعده 108 أو 109 يومًا لانتهاء السنة.

## أحداث
- 126 هـ - عدد من الثوار يحيطون بقصر الخليفة الأموي الوليد بن يزيد في قرية البخراء على بعد أميال من تدمر ويقتلونه.
- 362 هـ - الخليفة الفاطمي المعز لدين الله، وفي أول استقرار له بمصر، يرسل منشورًا عامًا يقول فيه "خير الناس بعد رسول الله ﷺ أمير المؤمنين علي بن أبي طالب" وفي نفس اليوم عيّن ابن مهذب أمينًا على بيت المال.
- 485 هـ - أحد غلمان فرقة الباطنية المعروفة بالحشاشين يتمكن من قتل نظام الملك أبو الحسن علي بن إسحاق، الذي كان وزيرًا للسلطان ألب أرسلان، ثم وزيرًا لابنه ملكشاه نحو ثلاثين عامًا، حيث طعنه طعنات قاتلة، فسقط صريعًا.
- 648 هـ - انتصار المسلمين على الصليبيين في معركة المنصورة حيث أسر الملك لويس التاسع قتل عدد كبير من جنوده.
- 816 هـ - السلطان المملوكي المؤيد شيخ يصدر قرارًا بتعيين ابن العديم قاضيًا للقضاة الحنفية عوضًا عن القاضي صدر الدين بن العجمي الذي توفى ليلة السبت 8 رمضان.
- 828 هـ - السلطان المملوكي برسباي يصدر قرارًا بتعيين زين الدين ابن أبي الفرج استدارًا أي مشرفًا على نفقات القصور السلطانية، وذلك بعد عزل الصاحب بدر الدين وحبسه.
- 840 هـ - السلطان المملوكي برسباي يعقد مجلس شورى لبحث تحرك أمير ذو القدر شمال الشام على إمارة ابن قرمان المتحالف مع الدولة المملوكية، والسبب أن الأمير جانبك الصوفي خصم السلطان برسباي قد هرب من السجن ولحق بأمير ذو القدر وشجعه على مهاجمة ابن قرمان ليكيد لغريمه السلطان برسباي، وقد عزم برسباي على السفر للشام واستعد الأمراء لذلك، وكتب السلطان لأمراء المماليك بالشام لنجدة ابن قرمان.
- 853 هـ - الأمير عبد اللطيف بن ألغ بك يأمر باغتيال والده ألغ بك بن شاه روخ خامس الأمراء التيموريين وذلك خلال سفره إلى مكة.
- 1320 هـ - افتتاح الخزان التابع لسد أسوان في مصر.
- 1337 هـ - تأسيس مجمع اللغة العربية بدمشق.
- 1387 هـ - جورج حبش يعلن تأسيس الجبهة الشعبية لتحرير فلسطين.
- 1393 هـ - اندلاع حرب العاشر من رمضان التي خاضتها مصر وسوريا ضد إسرائيل لاسترداد الأراضي التي احتلتها الأخيرة في حرب النكسة.
- 1412 هـ - فوز الحزب الجمهوري الديمقراطي والاشتراكي بأغلبية مقاعد الجمعية الوطنية الموريتانية بعد انسحاب 6 من أحزاب المعارضة من خوض الانتخابات التشريعية.
- 1418 هـ - الحكم على رمزي يوسف بالسجن مدى الحياة لتورطه في تدبير تفجير مبنى مركز التجارة العالمي في ولاية نيويورك.
- 1431 هـ - آخر الوحدات القتالية الأمريكية تغادر العراق قبل نحو أسبوعين من الموعد النهائي لانسحابها وإنهاء المهام القتالية للجيش الأمريكي بالعراق وذلك بعد حوالي سبعة أعوام ونصف العام على الغزو الأمريكي.
- 1436 هـ -
  - تفجير إنتحاري إستهدف جامع الإمام الصادق في منطقة الصوابر في الكويت أسفر عن مقتل 27 شخص وإصابة 227 آخرين على الأقل.
  - تنظيم الدولة الإسلامية (داعش)، يتبنى مهاجمة فنادق سوسة وتفجير مسجد الإمام الصادق وهجوم سان كانتان فالافييه، والتي خلفت أكثر من 62 قتيل في الدول الثلاث.
- 1446 هـ - الحكومة السورية وقوات سوريا الديمقراطية توقعان اتفاقًا لدمج كل المؤسسات المدنية والعسكرية في شمال شرق سوريا في الحكومة الجديدة.

## مواليد
- 395 هـ - الظاهر لإعزاز دين الله، الخليفة الفاطمي السابع والإمام السابع عشر من أئمة الشيعة الإسماعيلية.
- 1373 هـ - عفاف راضي، مغنية وممثلة مصرية.
- 1381 هـ - لطيفة، مغنية تونسية.
- 1407 هـ - ناصر بن حمد آل خليفة، قائد الحرس الملكي البحريني ورئيس المجلس الأعلى للشباب والرياضة ورئيس اللجنة الأولمبية البحرينية.

## وفيات
- 3 ق. هـ - خديجة بنت خويلد، زوجة الرسول محمد وأول الناس إيمانًا برسالته.
- 126 هـ - الوليد بن يزيد، الخليفة الأموي الحادي عشر.
- 485 هـ - نظام الملك، وزير سلجوقي وصاحب المدارس النظامية.
- 613 هـ - سعيد بن حمزة النيلي، كاتب ديواني وشاعر عربي عراقي.
- 681 هـ - ميخائيل الثامن باليولوج، إمبراطور الإمبراطورية البيزنطية.
- 853 هـ - ألغ بك بن شاه روخ، الأمير التيموري الخامس.
- 1422 هـ - رياض أحمد جوهر شاهي، الزعيم الروحي ومؤسس الحركة الروحانية العالمية انجمن سرفروشان اسلام.
- 1431 هـ - أمين الهندي، سياسي وعسكري فلسطيني.
- 1433 هـ - حلمي سالم، شاعر مصري.
- 1436 هـ - عبد الحميد الرفاعي، ممثل كويتي.
- 1439 هـ - محمد الشيخ علي، شاعر سوري.
- 1441 هـ - محمد عبد الحميد حلمي، القائد الأسبق للقوات الجوية المصرية.

## مناسبات
- ذكرى انتصار العرب على إسرائيل في سوريا ومصر.

## وصلات خارجية
- موقع قصة الإسلام: حدث في شهر رمضان.